# Муталау (округ)
Муталау (англ. Mutalau) — один из 13 округов Ниуэ (владение Новой Зеландии). Административным центром округа является одноимённая деревня.

## Географическая характеристика
Округ Муталау расположен в северной части острова Ниуэ. Его площадь составляет 26,31 км². Административный центр расположен в северной части округа.
Крайние точки:
- север: 18°57′03″ ю. ш. 169°50′38″ з. д.HGЯO;
- юг: 19°01′28″ ю. ш. 169°51′17″ з. д.HGЯO;
- запад: 18°59′54″ ю. ш. 169°51′45″ з. д.HGЯO;
- восток: мыс Лиха 18°58′33″ ю. ш. 169°48′09″ з. д.HGЯO;

На мысе Лиха находится высшая точка острова (68 м).
Граничит с округами: Тои, Хикутаваке, Лакепа и Туапа. На севере и востоке омывается Тихим океаном.